# Codex diplomaticus Hungariae ecclesiasticus ac civilis

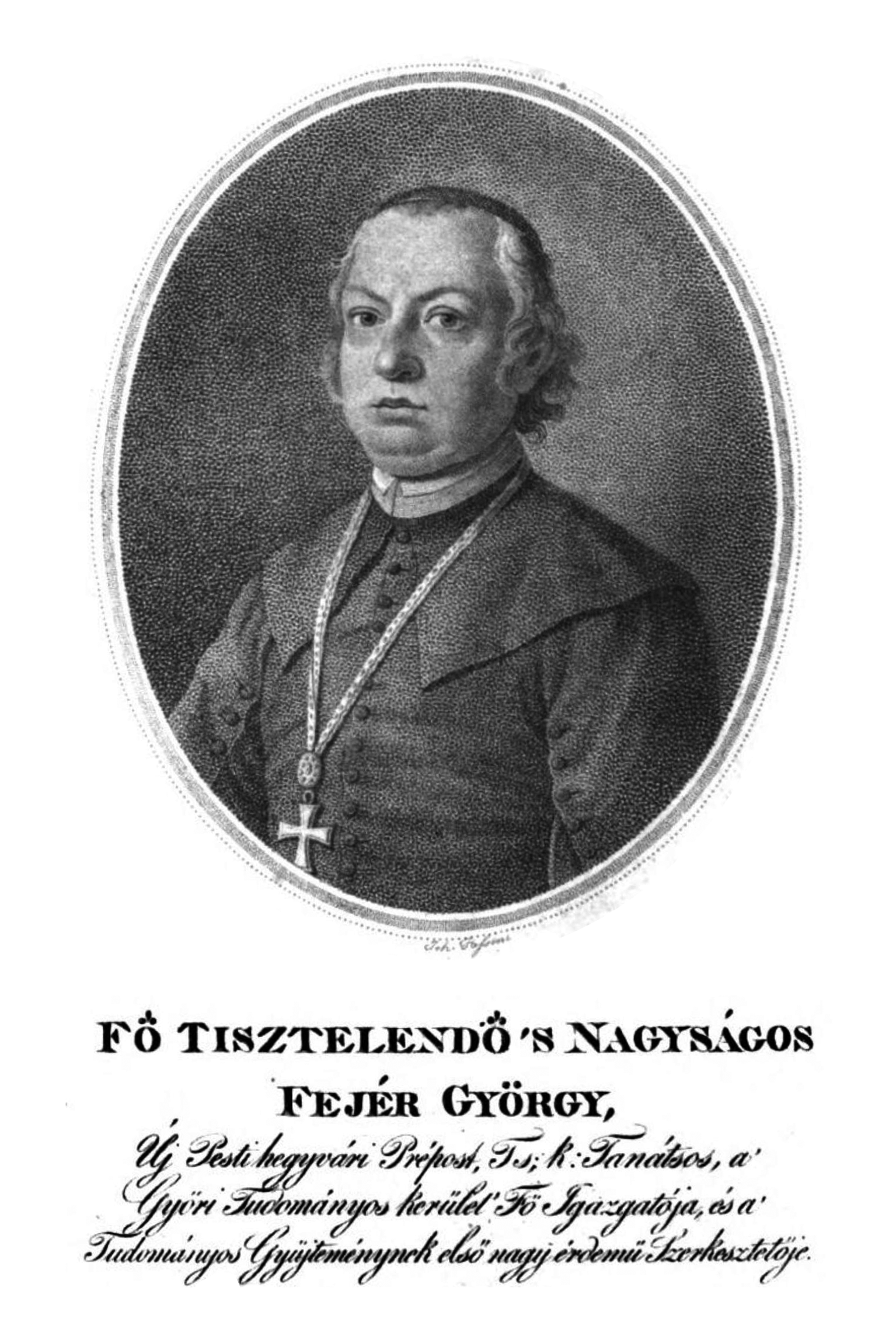
A sorozat szerkesztője, Fejér György teológus

A latin nyelvű címén Codex diplomaticus Hungariae ecclesiasticus ac civilis, azaz magyarul Magyarország egyházi és világi okmánytára (bár ez utóbbit nem szokták használni), gyakran rövidítve csak Codex diplomaticus egy 19. század első felében megjelent, igen nagy terjedelmű magyar történelmi forráskiadványsorozat.

## Jellemzői
Már XVIII. században felmerült az igény a magyarországi okleveles források közreadására. Több kisebb-nagyobb tervezetes és forrásgyűjtemény jelent meg Hevenesi Gábor, Kovachich Márton György, Kaprinai István és Katona István tollából. Ezek nyomán döntött úgy az 1820-as évek elején a Fejér György római katolikus pap, teológus, történész, hogy egy nagy oklevéltárban közrebocsátja az elérhető középkori magyarországi okleveleket. Eredetileg csupán az Árpád-kori oklevélanyagot kívánta közölni, a munka során azonban kedvet kapott a későbbi anyag kiadására is. A folytatás meg is történt, így az utolsó oklevél 1301 helyett Habsburg Albert halála évéből, 1439-ből való. Más tekintetben is bővült a sorozat: míg Fejér az árpád-kori anyagot eredetileg 6 kötetben kívánta megjelentetni, végül azonban 12+5 pótkötetben került kiadásra.
Bár Fejér már 63 éves volt az első kötet megjelenésekor (1829), de megadatott neki, hogy megérje a másfél évtizeden át húzódó kiadás utolsó, 42. kötetének megjelenését 1844-ben. Ekkor már 78 éves volt (1851-ben hunyt el 85 éves korában.) A hatalmas alkotás máig az egyik legterjedelmesebb középkori oklevéltár, amely több mint 12.000 latin, magyar, német és olasz nyelvű oklevelet tartalmaz. A forrásmű Fejér saját költségén jelent meg, a nyomtatás költségeinek kifizetésében senki sem támogatta, előfizetői lassan elfogytak, utolsó kötetét már csak nyolcvanheten vették meg. Érdekes, hogy alkotásnak még befejezése után félszázaddal is megvolt a könyvforgalmi értéke. Egy teljes példányt, Szinnyei József írói lexikonának adata szerint 1889-ben ötszázötven forintért adtak el. A sorozathoz Knauz Nándor esztergomi kanonok évmutatót, Czinár Mór pannonhalmi bencés szerzetes pedig névmutatót és tárgymutatót készített.
Már az árpád-kori anyag vizsgálatánál kitűnik, hogy Fejér a gyűjtés befejezése előtt megkezdte a közlést, és ez igen megnehezíti a munka áttekinthetőségét. Ráadásul nem is eredeti oklevelekből dolgozott, hanem minden rendelkezésére álló forrást felhasznált kritikai vizsgálat nélkül. Ennek ellenére ez volt az első magyar oklevéltár, amely a középkor okleveles forrásanyagát a tudomány számára megközelíthetővé tette akkor, amikor a levéltárak anyaga még el volt zárva a kutatás elől. A sorozat jó szolgálatot tett abból a szempontból is, hogy összegyűjtötte az addig elszórtan kinyomtatott oklevélszövegeket. A szerkesztő tudományos ismereteinek korlátait jól mutatja a X. kötet 3. részének bevezetéseként megjelent Authentia et vis probandi diplomatum című 1838-as értekezése. Ebben foglalkozik ugyan az oklevelek hitelességének kérdéseivel és az oklevelek gyakorlati értékesítésével, azonban inkább csak általános szempontokat vet fel, amelyeket nem könnyű konkrét esetekre alkalmazni. Mindezek ellenére kijelenthető, hogy Fejérnek a munka során nyújtott emberfeletti szorgalma teljes elismerést érdemel.
A Codex szövegeit számtalan, Magyarország középkori történelmével foglalkozó műben nemzedékek óta idézik. A kiadvány értékét növeli, hogy a közölt oklevelek egy része a kiadás óta elveszett, szövegét – mintegy „eredetiként” – a Fejér által kiadott formában ismerjük.

## Újabb kiadás, elektronikus elérhetőség
Bár az eredeti kötetek napjainkban már antikváriumokban is ritkán fordulnak elő, a sorozatnak nincs fakszimile kiadása. Elektronikus úton az Arcanum Kft. tette hozzáférhetővé szélesebb körben a közelmúltban.

## Kötetbeosztása

### A segédkötetek
| Kötetcím | Megjelenési hely | Kiadási év |
| --- | ---------------- | ---------- |
| Codex diplomaticus Hungariae ecclesiasticus ac civilis. Prodromus                                                                                             | Buda             | 1830       |
| Index codicis diplomatici Hungariae ecclesiastici ac civilis stirpis Árpádianae                                                                               | Buda             | 1830       |
| Index codicis diplomatici Hungariae ecclesiastici ac civilis. Stirpis Arpadiano-Andegavensis. Ab anno 1301-1400.                                              | Buda             | 1835       |
| Knauz Nándor: Georgii Fejér Codex Diplomaticus Hungariae. Tabula chronologica (Fejér György magyar okmánytárához évmutató).                                   | Buda             | 1862       |
| Czinár Mór Pál: Index alphabeticus codicis diplomatici Hungariae per Georgium Fejér editi – Fejér György magyarországi okmánytárának betűrendű tárgymutatója. | Pest             | 1866       |

### A tényleges kötetek
| Kötetszám         | Megjelenési hely | Kiadási év |
| ----------------- | ---------------- | ---------- |
| Tomus I.          | Buda             | 1829       |
| Tomus II.         | Buda             | 1829       |
| Tomi III. Vol. 1. | Buda             | 1829       |
| Tomi III. Vol. 2. | Buda             | 1829       |
| Tomi IV. Vol. 1.  | Buda             | 1829       |
| Tomi IV. Vol. 2.  | Buda             | 1829       |
| Tomi IV. Vol. 3.  | Buda             | 1829       |
| Tomi V. Vol. 1.   | Buda             | 1829       |
| Tomi V. Vol. 2.   | Buda             | 1829       |
| Tomi V. Vol. 3.   | Buda             | 1830       |
| Tomi VI. Vol. 1.  | Buda             | 1830       |
| Tomi VI. Vol. 2.  | Buda             | 1830       |
| Tomi VII. Vol. 1. | Buda             | 1830       |
| Tomi VII. Vol. 2. | Buda             | 1832       |

| Kötetszám          | Megjelenési hely | Kiadási év |
| ------------------ | ---------------- | ---------- |
| Tomi VII. Vol. 3.  | Buda             | 1835       |
| Tomi VII. Vol. 4.  | Buda             | 1837       |
| Tomi VII. Vol. 5.  | Buda             | 1841       |
| Tomi VIII. Vol. 1. | Buda             | 1832       |
| Tomi VIII. Vol. 2. | Buda             | 1832       |
| Tomi VIII. Vol. 3. | Buda             | 1832       |
| Tomi VIII. Vol. 4. | Buda             | 1832       |
| Tomi VIII. Vol. 5. | Buda             | 1835       |
| Tomi VIII. Vol. 6. | Buda             | 1837       |
| Tomi VIII. Vol. 7. | Buda             | 1842       |
| Tomi IX. Vol. 1.   | Buda             | 1833       |
| Tomi IX. Vol. 2.   | Buda             | 1833       |
| Tomi IX. Vol. 3.   | Buda             | 1834       |
| Tomi IX. Vol. 4.   | Buda             | 1834       |

| Kötetszám        | Megjelenési hely | Kiadási év |
| ---------------- | ---------------- | ---------- |
| Tomi IX. Vol. 5. | Buda             | 1834       |
| Tomi IX. Vol. 6. | Buda             | 1838       |
| Tomi IX. Vol. 7. | Buda             | 1842       |
| Tomi X. Vol. 1.  | Buda             | 1834       |
| Tomi X. Vol. 2.  | Buda             | 1834       |
| Tomi X. Vol. 3.  | Buda             | 1838       |
| Tomi X. Vol. 4.  | Buda             | 1841       |
| Tomi X. Vol. 5.  | Buda             | 1842       |
| Tomi X. Vol. 6.  | Buda             | 1844       |
| Tomi X. Vol. 7.  | Buda             | 1843       |
| Tomi X. Vol. 8.  | Buda             | 1843       |
| Tomi XI.         | Buda             | 1844       |